# Bayonetta: Bloody Fate
Бейонетта: Кривава доля (яп. ベヨネッタ ブラッディフェイト; Beyonetta Buraddi Feito) — аніме та манґа 2013 року, що було засновано на сюжеті першої частини культової гри. Головна героїня — відьма на ім'я Бейонетта, що втратила пам'ять, намагається згадати своє минуле. Режисер фільму Кідзакі Фумінорі, автор сценарію Хірота Міцутака.

## Сюжет
Дії розгортаються у вигаданій європейській країні Віґрид. У минулому світ був розколотий між відьмами та мудрецями, їх ворожнеча утримувала рівновагу. Проте, 500 років тому, через стосунки відьми та мудреця було народжено напівкровну дитину. Незабаром розпочалася війна, яка загубила усіх відьом та мудреців. Багато років тому хлопець на ім'я Чешір бачив, як відьма вбила його батька, який працював журналістом. Він спадкував батькову працю й також став журналістом. Останнього часу сталось кілька масових самогубств вірян у церквах, й Чешір робив репортаж про це. Раптово, він бачить відьму на ім'я Беонетта, та пізнає у ній вбивцю свого батька. Проте, вона мовить що не пам'ятає нічого зі свого минулого та ніколи ні бачила Чешіра, якому дає кличку Лука. Незабаром, вона вбиває кілька десятків тварин, використовуючи вогнепальну зброю та заклик пекельних істот. Зрозумів, що між Бейнеттою та останніми подіями є зв'язок, Чешір починає шукати відьму. Незабаром, Бейонетта зустрічає іншу відьму на ім'я Жанна, яка раптово атакує її, руйнуючи усю зброю, та мало не перемагає, але не вбиває з невідомих причин. Отримавши нову зброю від свого зброяра на ім'я Родін, Бейонетта незабаром зустрічає дівчину на ім'я Цереза, яка називає її матір'ю. Відьма намагається залишити її, але змушена захищати від монстрів, що раптово атакують їх. Чешір згоджується тимчасово бути з Церезою. Проте, крилаті істоти раптово атакують їх, й Бейонетта змушена повертатися для їх захисту. Після жорсткого бою, вона вбиває усіх монстрів. Незабаром повертається Жанна. Після тривалий бійки, Бейонетта згадує своє минуле. Вона є донькою Рози — цій напівкровної дитини, яка стала причиною давньої війни. Цереза — це сама Бейонетта у майбутньому. Батько Чешіру був убитий Розою. Наразі, батько Бейонетти на ім'я Бальдр намагається очолювати світ. Через це Бейонетта, Жанна та Чешір припиняють чвари та об'єднаються для боротьби за ним. Після чергової бійки, вони вбивають Бальдра. Рік потому, Чешір робить черговий репортаж. Байонетта й Жанна спільно захищають світ від монстрів.

## У ролях
| Персонаж              | Сейю               |
| --------------------- | ------------------ |
| Бейонетта             | Танака Ацуко       |
| Жанна                 | Сонодзакі Міе      |
| Ензо                  | Такаґі Ватару      |
| Родін                 | Ґенда Тессьо       |
| Лука Редґрейв (Чешір) | Намікава Дайсуке   |
| Сереза                | Савасіро Міюкі     |
| Бальдр                | Вакамото Норіо     |
| Ельдер                | Судзукі Реїко      |
| Антоніо Редґрейв      | Міябасі Ясусі      |
| Фортіт'юдо            | Фудзівара Такахіро |
| Температ'я            | ямамото Ітару      |